# Estrella binaria interactuante

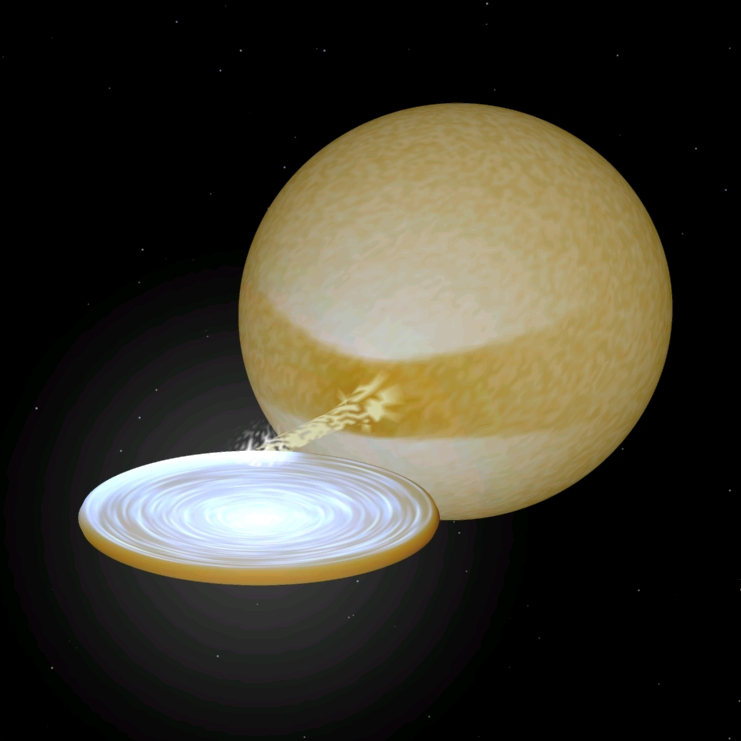
Representación artística de dos estrellas binarias de rayos-X de baja masa. Representa una estrella semi-gigante Amarilla y una estrella de neutrones.

En astrofísica, una estrella binaria interactuante es una estrella binaria en la cual las dos estrellas orbitan tan próximas la una de la otra que afectan de manera importante a la estructura y a la evolución de cada una de ellas. Esto tiene lugar mediante transferencia de masa desde la componente secundaria, denominada estrella "donante", a la componente primaria.
Un ejemplo típico de binaria interactuante consiste en una componente primaria compacta —un agujero negro, estrella de neutrones o una enana blanca, el caso más habitual—, y una secundaria que ha llenado su lóbulo de Roche o bien que exhibe un fuerte viento estelar. La materia es arrastrada hacia el objeto compacto y forma un disco de acreción a su alrededor. El material no puede caer directamente en el objeto compacto hasta que pierde su momento angular, pero cuando esto se produce, la energía potencial gravitatoria se transforma en energía electromagnética cuando cae y/o sufre la fusión nuclear en la superficie de la estrella compacta.
La siguiente tabla recoge algunas de las estrellas binarias interactuantes más conocidas.
| Nombre           | Componente primaria | Componente secundaria | Período orbital (horas) |
| ---------------- | ------------------- | --------------------- | ----------------------- |
| U Geminorum      | enana blanca        | enana roja            | 4,18                    |
| SS Cygni         | enana blanca        | enana naranja         | 6,6                     |
| Z Camelopardalis | enana blanca        | ¿subgigante? amarilla | 7,35                    |
| AE Aquarii       | enana blanca        | ¿subgigante? naranja  | 9,89                    |